# Sagues reials

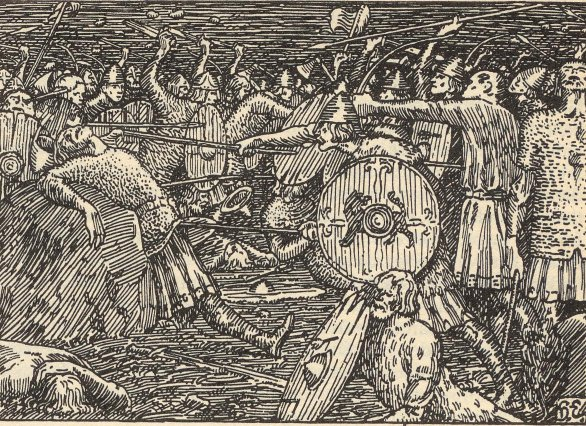
De Heimskringla, la saga d'Olaf II de Noruega, per Halfdan Egedius

Les sagues reials o sagues dels reis (nòrdic antic: Konungasögur) són sagues escandinaves que narren la vida dels seus monarques. S'escrigueren entre els segles xii i xiv a Islàndia i Noruega.
Llista de sagues reials, inclosos els treballs en llatí, en ordre cronològic de composició (algunes dates poden variar en dècades):
- Treball en llatí per Sæmundr fróði, aprox. 1120, perdut.
- Versió antiga d'Íslendingabók d'Ari Fródi, aprox. 1125, perdut.
- Hryggjarstykki d'Eiríkr Oddsson, ca. 1150, perdut.
- Historia Norwegiæ, aprox. 1170.
- Historia de Antiquitate Regum Norwagiensium de Theodoricus Monachus, aprox. 1180.
- Saga Skjöldunga, aprox. 1180, conservació precària.
- Saga antiga de sant Olaf, aprox. 1190, perduda quasi tota.
- Ágrip af Nóregskonungasögum, aprox. 1190.
- Ólafs saga Tryggvasonar en llatí per Oddr Snorrason, aprox. 1190, ens n'ha arribat gràcies a una traducció.
- Óláfs saga Tryggvasonar en llatí per Gunnlaugr Leifsson, aprox. 1195, perduda.
- Saga Sverris, de Karl Jónsson, aprox. 1205.
- Saga llegendària de sant Olaf, aprox. 1210.
- Morkinskinna, aprox. 1220 anterior a Fagrskinna.
- Fagrskinna, aprox. 1220.
- Ólafs saga helga de Styrmir Kárason, aprox. 1220, perduda quasi tota.
- Böglunga sögur, aprox. 1225.
- Saga separada de sant Olaf, de Snorri Sturluson, aprox. 1225.
- Heimskringla de Snorri Sturluson, aprox. 1230.
- Saga Knýtlinga, probablement d'Ólaf Tordarson, aprox. 1260.
- Hákonar saga Hákonarsonar, de Sturla Tórdarson, aprox. 1265.
- Magnúss saga lagaboetis, de Sturla Tordarson, aprox. 1280, només en resten uns fragments.
- Hulda-Hrokkinskinna, aprox. 1280.
- Ólafs saga Tryggvasonar en mesta, aprox. 1300.

A vegades s'han considerat part de les sagues reials: 
- Saga Jomsvikinga
- Saga Orkneyinga
- Saga Færeyinga
- Saga Brjáns